# 阿達納地鐵

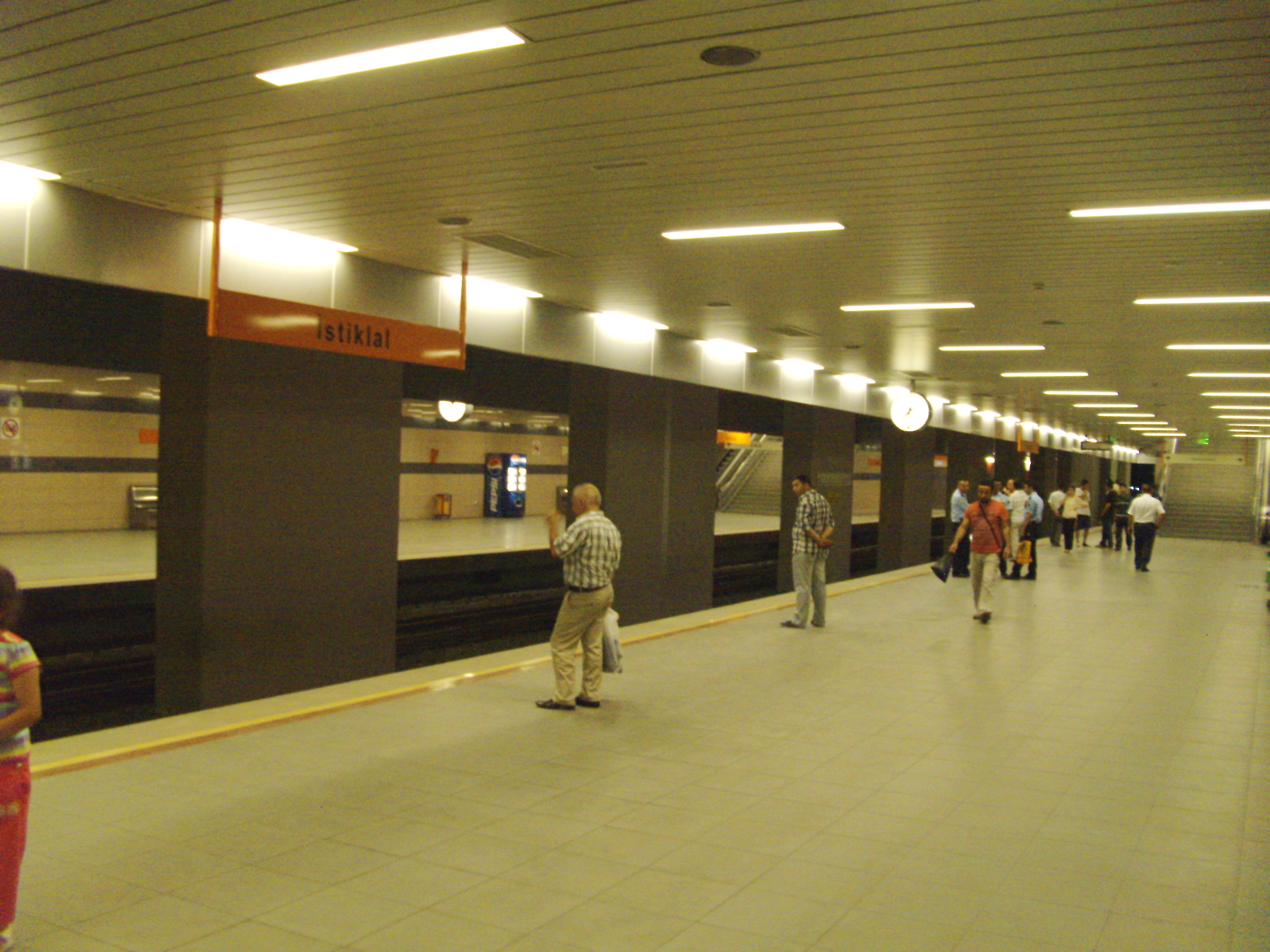
阿達納地鐵

阿達納地鐵（土耳其語：Adana metrosu）是土耳其第五大城市阿達納的城市軌道交通系統，於2009年營運，目前有1條線路與13座車站。路線總長度為13.5公里。